# Right to Dream Park
Right to Dream Park, tidigare Farum Park, fotbollsarena i Farum, Danmark. Den har en kapacitet på 9 800 sittplatser och 300 ståplatser, måtten är 105 x 68 m. Arenan är hemmaplan för FC Nordsjælland.
I området finns även en sport- och konferensanläggning.

## Nytt namn
I april 2016 indgik FC Nordsjælland ett samarbete med ungdomsakademin Right to Dream, hvilket medförde att Farum Park skiftade namn till Right to Dream Park.